# شركة ذات مسؤولية محدودة
شركة ذات مسؤولية محدودة وتختصر ش.ذ.م.م. وأحيانا يكتفى باختصار ذ.م.م. (بالإنجليزية: L.L.C Limited Liability Company)‏ وهي تعني: شركة تتألف من شخصين أو أكثر، وتكون مسؤولية الشريك فيها عن ديونها والالتزامات المترتبة عليها وخسائرها بمقدار حصته في رأس مالها. وتنتقل حصة الشريك إذا توفى إلى ورثته أو من يوصي لهم بأي حصة. ولا يزيد عدد الشركاء في هذه الشركة عن خمسين شريكاً.
وفي قانون الغالبية الساحقة من السلطات القضائية للولايات المتحدة هو الشكل القانوني للشركة التجارية التي توفر مسؤولية محدودة إلى اصحابها. في كثير من الأحيان وبشكل غير صحيح تسمى «شراكة ذات مسؤولية محدودة» (بدلا من الشركة)، انه كيان هجين من أعمال ذات خصائص معينة لكلا من مؤسسة وشراكة أو ملكية فردية (اعتمادا على كم مالكا هناك). ُإن (ذ.م.م)، على الرغم من أنها كيان تجاري، هي نوع من الجمعيات غير مدمج وليس شراكة. السمة الأساسية التي تشترك فيها شركة ذات مسؤولية محدودة مع كيان ذو مسؤولية محدودة؛ والسمة الأساسية التي تشترك فيها مع الشراكة هو توافر نظام الدخل الضريبي الشفاف. غالبا ما يكون أكثر مرونة من الشراكة كماأنها مناسبة تماما للشركات ذات مالك واحد.
من المهم أن نفهم أن المسؤولية المحدودة لا تعبر دائما عن الحماية الكاملة لاصحابها من الالتزامات الشخصية. يمكن للمحاكم اختراق حجاب الشركات ذات المسئولية المحدودة عندما يحدث نوع من الغش أو التلفيق، أو في ظل أوضاع معينة، حيث يستخدم صاحب الشركة بوصفها «الأنا».

## المصطلحات
العضوأعضاء الشركة ذات المسئولية المحدودة هم أصحاب شراكة ذات مسؤولية محدودة بقدر حملة الاسهم من أصحاب الشركة أو الشركاء في هذه الشراكة. مثل حملة الاسهم، قدرة العضو في الشركة ذات المسؤولية المحدودة لتسديد الالتزامات محدودة طبقا لمساهمته أو مساهمتها. الأعضاء قد يكونوا أشخاصا عاديين، شركات، شراكات، أو شركات ذات مسئوولية محدودوة أخرى.
المصلحة العضويةفائدة ملكية العضو في شركة ذات مسؤولية محدودة غالبا ما تسمى المصلحة العضوية. مصالح العضوية غالبا ما تنقسم إلى وحدات قياسية والتي بدورها غالبا ما تسمى أسهم أو وحدات. ما لم ينص على خلاف ذلك في اتفاقية التشغيل، وللعضو الحق في الحصول على توزيعات أو ممارسة حقوق الأعضاء خلال شركة ذات مسؤولية محدودة تتناسب مع مصلحتها العضوية. المصالح العضوية وحقوق الأعضاء تنظم بالقانون الرسمى.
المديرفي معظم الدول، قد تدار شركات المسئولية المحدودة من قبل أعضائها بما يتناسب مع مصالحها العضوية. في بعض الدول مثل جورجيا، ومع ذلك، فإن كل عضو له الحق المتساوي في المشاركة في إدارة شركة ذات مسؤولية محدودة ما لم يكن هناك نص محدد في المواد من التنظيم أو اتفاق التشغيل على خلاف ذلك. العديد من الشركات ذات المسؤولية المحدودة تشغل الاتفاقيات، ومع ذلك يمكن للمدير أو مجلس مديرين الاشراف على تشغيل عمليات اليوم بيوم للشركة ذات المسئولية المحدودة. والمديرين يتم انتخابهم أو تعيينهم من قبل الأعضاء؛ إذا كان ذلك أيضا منصوص عليه في اتفاق التشغيل، أو أزيل من قبل أعضاء. كما يجوز للعضو أن يكون مديرا. هناك بعض الالتباس بشأن كيفية التعامل مع شخص ما عرف بانه «عضو إدارة» من شركة ذات مسؤولية محدودة. على الرغم من الاقتراحات المقدمة في الإصدارات السابقة من هذا الموضوع بأن «العضو المدير» ينبغي أن يعامل بوصفه مديرا، هو أفضل علاج للنظر في «إدارة الأعضاء» باعتباره عضوا.
توثيقات المنظمةجميع الشركات ذات المسئوولية المحدودة يجب تكون وثيقة لتشكيل شركة ذات مسؤولية محدودة مع وزير الخارجية (أو غيرها من المكاتب الحكومية المحددة) في الدولة التي يقيم فيها الأشخاص الذين يشكلون اختيار شركة ذات مسؤولية محدودة لتنظيم ذلك. هذه الوثيقة عادة ما تعول على أنها «توثيقات المنظمة» أو «شهادة من المنظمة،» اعتمادا على الدولة. قد تتأسس شركة ذات مسؤولية محدودة في الدولة حيث يقع المنظمين؛ حيث ستقوم الشركة بالأعمال التجارية، أو في دولة أخرى.
اتفاقية التشغيلمن الشائع لشركة ذات مسئولية محدودة أن يكون لها «اتفاقية تشغيل» والتي تحدد وتوزع حقوق الأعضاء والمديرين، وإذا وجدت؛ ففي ذلك المسائل المتعلقة بالعضوية والإدارة والتشغيل، وتوزيع الدخل للشركة ذات المسؤولية المحدودة. اتفاق التشغيل بصفة عامة لا يودع لدى وزير الخارجية (أو غيرها من المكاتب الحكومية). اتفاق التشغيل هو عقد بين الأعضاء، والمديرين، والشركة ذات المسؤولية المحدودة.

## المرونة والقواعد الاصلية
إن عبارة «ما لم ينص على خلاف ذلك في اتفاق التشغيل» (أو ما يعادلها) وجدت في جميع القوانين القائمة، وشركة ذات مسؤولية محدودة هي المسؤولة عن مرونة أعضاءها في تحديد الكيفية التي ستدار بها الشركة ذات المسؤولية المحدودة (شريطة ان لا تخرج عن الحدود القانونية). وعادة ما توفر قوانين الدولة التلقائية أو القواعد «الأصلية» كيفية إدارة شركة ذات مسئوولية محدودة ما لم ينص على خلاف ذلك اتفاق التشغيل.
و بالمثل، فإن عبارة «ما لم ينص على خلاف ذلك في النظام الداخلي» موجودة أيضا في القانون الأساسي لجميع الشركات ولكن في كثير من الأحيان لا يشير إلا إلى أضيق الأمور.

## الإدارة
الشركة ذات المسئوولية المحدودة قد تكون مدارة إما بالأعضاء أو بمدير الإدارة. والشركة ذات مسؤولية محدودة المدارة عن طريق الأعضاء يمكن ان تدار بفئة واحدة من الأعضاء (في هذه الحالة فإنها تقترب من أن تكون شراكة) أو فئات متعددة من الأعضاء (في هذه الحالة فإنها تقترب من أن تكون شراكة محدودة). اختيار إدارة المدير يخلق شقين من هيكل الإدارة والذي يقرب ادارات الشركات من المديرين من حيث تحمل السلطات نموذجيا مثل موظفي الشركات والمديرين. اتفاق العمل لشركة ذات مسئوولية محدودة (إصدار شركة ذات مسؤولية محدودة في اتفاقية شراكة أو لوائح الشركة) يحدد كيفية إدارتها. الشركات، والشراكات، والشراكات ذات المسئوولية المحدودة، والشراكات المحدودة، والشراكات المحدودة ذات المسئوولية المحدودة، والشركات ذات المسئوولية المحدودة، تمتد جميع الشركات ذات المسئوولية المحدودة على طول طائفة من المرونة لجعل الشركات ذات المسئوولية المحدودة أكثر مرونة، ليكن هذا أفضل للعديد من الأعمال التجارية.

## نظام الدخل الضريبي
لأغراض ضريبة الدخل الاتحادية بالولايات المتحدة، الشركات ذات المسئوولية المحدودة تعالج بالأساس ككيان شفاف. إذا كان هناك عضو واحد فقط، فإنها تعامل على أنها «كيان متجاهل» للأغراض الضريبية، وتقارير الدخل لمالك الشركة ذات المسؤولية المحدودة عن الضريبة الخاصة به أو بها تعود على الجدول جيم. وبالنسبة إلى الشركات ذات المسئوولية المحدودة متعددة الأعضاء، تعالج الشركة ذات المسئولية المحدودة كشراكة وتحفظ كملف دائرة الإيرادات الداخلية بنموذج 1065. أفراد الشراكة قد يتلقون K-1 لحصصهم من الدخل أو الخسائر لتعود على تقارير ضريبة المالك.
كخيار، قد تنتخب الشركة ذات المسئوولية المحدودة أيضا إلى أن تخضع لضريبة الدخل كمؤسسة عن طريق تقديم ملف IRS نموذج 8832. يمكن أن تعامل كشركة من فئة جيم العادية (فرض الضرائب على الدخل للكيان قبل أي توزيعات للأرباح على الأعضاء وبعد ذلك تفرض الضرائب على أرباح الأسهم أو التوزيعات عند تسلم الدخل من قبل الأعضاء)، أو يمكن أن تختار الشركة ذات المسؤولية المحدودة أن تعامل باعتبارها شراكة. أوصى بعض المعلقين أن تفرض الضريبة على الشركة ذات المسئوولية المحدودة كشراكة وذلك كأفضل تركيبة محتملة للأعمال التجارية الصغيرة. أنه يجمع بين البساطة والمرونة لشركة ذات مسؤولية محدودة مع وجود المزايا الضريبية للشراكة (التوظيف الذاتي للمدخرات الضريبية).

## المميزات
- مراقبة نظام الصندوق الضريبى. الشركة ذات المسئوولية المحدودة يمكن أن تنتخب لأن تخضع للضريبة باعتبارها المالك الوحيد، أو شراكة، أو مؤسسة أو شركة من الفئة جيم (طالما أنها مؤهلة للحصول على خلاف ذلك من شأنه مثل هذه المعاملة الضريبية)، موفرة قدر كبير من المرونة.
- ذات مسؤولية محدودة، وهذا يعني أن أصحاب شركة ذات مسؤولية محدودة، يتم حمايتهم من بعض أو كل المسؤولية الناتجة عن أفعال وديون الشركة تبعا لقوانين حماية الدولة.
- ناهيك عن الأعمال الورقية والإدارية وحفظ السجلات من الشركة.
- النظام الضريبى الشفاف (أي، لا ازدواج ضريبي)، ما لم تنتخب الشركة ذات المسئوولية المحدودة كى تخضع للضريبة باعتبارها شركة من الفئة ج.
- باستخدام التصنيف الاصلى للضريبة، ضريبة الأرباح تفرض على المستوى الشخصى للأعضاء، وليس على مستوى الشركة ذات المسئوولية المحدودة.
- الشركة ذات المسئوولية المحدودة في معظم الدول تعامل على أنها كيانات منفصلة عن أعضائها، في حين أنه في ولايات قضائية [ما هي؟]

أخرى قد طور القانون حالة الشركات ذات المسئوولية المحدودة أن لا تعتبر أن لها وضع قانونى منفصل عن أعضائها (انظر قرارات العاصمة الأخيرة[ما هي؟]
).
- الشركات ذات المسئوولية المحدودة يمكن تأسيسها بحيث تتضمن شخص طبيعي واحد.
- الفوائد العضوية للشركات ذات المسئوولية المحدودة أن تخصص، والفوائد الاقتصادية لهذه المصالح يمكن أن تفصل أو تخصص اتزويد الوكيل بالمنافع الاقتصادية من الأرباح / الخسائر (مثل الشراكة)، بدون نقل الملكية لمصلحة الفائدة عضوية (انظر وعلى سبيل المثال، التصرف في الشركة ذات المسئوولية المحدودة في ولاية فرجينيا وديلاوير).
- ما لم يتم اختيار الشركة ذات المسؤولية المحدودة إلى أن تخضع للضريبة باعتبارها مؤسسة، فإن دخل الشركة ذات المسؤولية المحدودة يحتفظ عموما بطابعه، على سبيل المثال مكاسب رأس المال الأجنبي أو مصادر الدخل، في أيدي أعضاء.

## المساوئ
- على الرغم من عدم وجود متطلبات قانونية لاتفاق العمل في معظم الدول، فإن أعضاء شركة ذات مسؤولية محدودة متعددة الأعضاء والذين يعملون من دون تلك المتطلبات قد واجهت مشاكل، خلافا لقوانين الدولة بشأن الشركات المساهمة العامة والتي هي متطورة جدا وتوفر مجموعة متنوعة من الحكم والأحكام لحماية الشركة ومساهميها، فإن معظم الدول لا تفرض حكم أو أحكام وقائية لأعضاء الشركة ذات المسؤولية المحدودة. وهكذا، في غياب مثل هذه الأحكام القانونية، لا يمكن للأفراد من شركة ذات مسؤولية محدودة إلا إقامة حكم وأحكام وقائية وفقا لشروط العقد، في شكل اتفاق التشغيل. [ما هي؟]

- قد يكون أكثر صعوبة لزيادة رأس المال المالي لشركة ذات مسؤولية محدودة وكمستثمرين قد يكون أكثر راحة استثمار الأموال في المفهوم الاوضح للشركات بهدف نحو الإكتتاب العام في نهاية المطاف. أحد الحلول الممكنة قد يكون تشكيل شركة جديدة ودمج ذلك فيها، بحل وتحويل الشركة ذات المسؤولية المحدودة إلى شركة.
- كثير من الولايات، بما في ذلك ولاية ألاباما، ولاية كاليفورنيا، كنتاكي، نيويورك، بنسلفانيا، ولاية تينيسي وتكساس، تفرض ضريبة امتياز أو الضريبة على قيم رأس المال على الشركات ذات المسئوولية المحدودة. (ابتداء من عام 2007، ولاية تكساس قد استبدلت ضريبة الامتياز ب«ضريبة الهامش».) في الجوهر، ضريبة الأعمال التجارية أو الامتياز الضريبي هو «رسم» من الشركة ذات المسؤولية المحدودة تدفع للدولة لمنفعة المسؤولية المحدودة. ضريبة الامتياز يمكن أن تكون المبلغ على أساس الإيرادات، أو مبلغ على أساس الأرباح، أو مبلغ على أساس عدد من المالكين أو مقدار رأس المال الموظف في الولاية، أو بعض هذه العوامل مجتمعة، أو لمجرد فرض رسم موحد، على النحو في ولاية ديلاوير. ضريبة الامتياز الفعالة في ولاية تكساس لعام 2007 تم استبدالها بضرائب تكساس الهامشية على الأعمال. فتدفع على النحو التالي: عائدات الضرائب المستحقة = العائدات ناقص بعض النفقات مع عامل التقسيم. في معظم الولايات، على الرغم من أن الرسوم هي اسمية وفقط حفنة بسيطة كضريبة مقارنة بالضريبة المفروضة على الشركات.
- ترى مقاطعة كولومبيا أن تكون الشركات ذات المسئولية المحدودة كيانات خاضعة للضريبة، وبالتالي إزالة الاستفادة من التدفق من خلال الضرائب بإخضاع الأعضاء إلى الازدواج الضريبي.[5]
- رسوم التجديد قد تكون أيضا أعلى من ذلك. ولاية ماريلاند، على سبيل المثال، تكلف رسوم على الشركة ذات الأوراق المالية أو الشركة غير المالية 120 دولارا كرسم أولى، و 100 دولار للشركة ذات المسؤولية المحدودة. ورسم لتقديم التقرير السنوي في العام التالي هو 300 دولار بالنسبة للشركات ذات المسئوولية المحدودة وذات الأوراق المالية، وصفر بالنسبة للشركات غير المالية. بالإضافة إلى ذلك، بعض الولايات، مثل نيويورك، تفرض شرط نشر تكوين الشركة ذات المسؤولية المحدودة وهو ما يتطلب أن ينشر أعضاء الشركة ذات المسؤولية المحدودة إعلان في الصحف في المنطقة الجغرافية للشركة ذات المسئوولية المحدودة التي سوف يقع فيها تشكيلها. وبالنسبة للشركات ذات المسئوولية المحدودة والتي تقع في المناطق الحضرية الرئيسية (أي مدينة نيويورك)، تكلفة النشر يمكن أن تكون كبيرة.
- وسيتطلب بعض الدائنين من أعضاء الشركات ذات المسئوولية المحدودة الصاعدة والناشئة الضمان الشخصى لقروض الشركة ذات المسؤولية المحدودة، مما يجعل الأعضاء مسؤولون شخصيا عن ديون الشركة ذات المسؤولية المحدودة.
- الهيكل الإداري للشركة ذات المسئوولية المحدودة قد يكون غير مألوف للكثيرين. على عكس الشركات، فإنه لا يتعين عليهم أن يكون لديهم مجلس إدارة أو موظفين إداريين.
- فرض الضرائب في بلدان خارج الولايات المتحدة من المرجح أن تعامل الشركات ذات المسئوولية المحدودة الأمريكية باعتبارها مؤسسة، بغض النظر عن معاملة الولايات المتحدة للأغراض الضريبية، على سبيل المثال إذا كانت الشركات ذات المسئوولية المحدودة الأمريكية تقوم بأعمال تجارية خارج الولايات المتحدة أو أن هناك سلطة أجنبية تشغل كعضو لشركة ذات مسئوولية محدودة أمريكية.[بحاجة لمصدر]
- إن شكل الشركة ذات المسؤولية المحدودة المنظمة جديد نسبيا، وعلى هذا النحو، فإن بعض الولايات لا تعامل كل الشركات ذات المسئوولية المحدودة بنفس الطريقة كشركات من حيث أغراض المسئوولية، بدلا من التعامل معها باعتبارها أكثر من كيان متجاهل، وهذا يعني في الأعمال التجارية الفردية والتي تعمل كشركة ذات مسؤولية محدودة ربما تعامل في هذه الحالة على أنها ملكية وحيدة، أو أن الجماعة التي تعمل كشركة ذات مسؤولية محدودة يمكن أن تعامل على أنها شراكة عامة، مما ينفي الغرض من تأسيس شركة ذات مسؤولية محدودة في المقام الأول، أن تكون ذات مسؤولية محدودة (مالك وحيد وله مسؤولية غير محدودة لقطاع الأعمال؛ أو في حالة الشراكة، على الشركاء مسئولية مشتركة ومتعددة، وهذا يعني أي أو جميع الشركاء يمكن أن يكون مسؤولا عن ديون العمل مهما كان صغر استثمارهم أو النسبة المئوية للملكية.
- يستخدم رؤساء الشركات ذات المسئوولية المحدودة العديد من العناوين المختلفة، مثلا، العضو، المدير، العضو المدير، والعضو المنتدب، الرئيس التنفيذي، وشريك. على هذا النحو، يمكن أن يكون من الصعب تحديد من الذي لديه بالفعل السلطة للدخول في أي تعاقد لمصلحة الشركة ذات المسئوولية المحدودة.

## الاختلافات
- الشركة ذات المسؤولية المحدودة المحترفة (P.L.L.C، PLLC، أو P.L) هي شركه ذات مسؤوليه محدوده نظمت لغرض تقديم الخدمات المتقدمة. عادة، تتطلب المهن في الولايات الحصول على رخصة لمزاولة الخدمات، مثل الطبيب، مقوم العظام، المحامى، المحاسب، مهندس معماري، أو المهندس، تتطلب تشكيل PLLC. بيد أن بعض الدول، مثل كاليفورنيا، لا تسمح للشركات ذات المسئوولية المحدودة بالانخراط في ممارسة المهنة المرخصة. المتطلبات الدقيقة للشركات ذات المسئوولية المحدودة المحترفة تختلف من ولاية إلى ولاية. عادة، يجب على أعضاء الشركة ذات المسئوولية المحدودة المحترفة ان يكونوا جميعا محترفين بمزاولة المهنة نفسها. بالإضافة إلى ذلك، المسئوولية الشخصية المحدودة للأعضاء لا تمتد إلى إدعاءات سوء التصرفات المحترفة.
- إن سلسلة شركات ذات مسؤولية محدودة هي شكل خاص لشركة ذات مسئوولية محدودة والتي تسمح لشركة واحدة ان تفصل أصولها إلى سلسلة منفصلة. على سبيل المثال، أن سلسلة شركة ذات مسئوولية محدودة والتي تشترى قطع منفصلة من العقارات قد تضع كل منها في سلسلة منفصلة ولهذ إذا حجز الدائن على إحدى القطع المملوكة لا تتأثر القطع الأخرى.

## التاريخ حسب البلد
إن الشركة ذات المسؤولية المحدودة هو انتصار للقانون المقارن في العمل. أصل هذه المؤسسة الجديدة نسبيا بشكل عام يعزى إلى القانون الألماني لعام 1892، عند التصريح Gesellschaft mit beschränkter Haftung. في حين أنه يحسب بعض الإلهام من الممارسة الإنجليزية للشركة الخاصة المحدودة، على الرغم من أن هذا كان إنشاء أصليا. ومع ذلك، فإن الإدعاء بأنه كان بدون سابقة منفي بالحقيقة حيث أن ولاية بنسلفانيا قد سنت قانونا في عام 1874 يجيز جمعية الشراكة المحدودة، والتي كانت تستخدم على نطاق واسع. هذا الشكل من أشكال تنظيم الأعمال التجارية، كما أننا سوف نلاحظ في وقت لاحق، يشبه كثيرا إلى اليوم الشركة ذات المسؤولية المحدودة الحالية في أوروبا وأمريكا اللاتينية. Eder، الشركات ذات المسؤولية المحدودة في الخارج، 13 جامعة Pitt L المراجعة 193 (1952).
الشركات ذات المسئوولية المحدودة ليست جديدة ولا غريبة على مجتمع الأعمال في بلدان القانون المدني في أوروبا وأمريكا اللاتينية. وقد شكل هذا العمل أصله في قانون 1892 المعروف باسم الشركة الألمانية Gesellschaft mit beschränkter Haftung (GmbH). لم تكن ألمانيا فقط رمز المدنية الأولى لسن هذا التشريع، لكن تشريع ألمانيا أصبح نقطة التشريع المركزية للبلدانِ التي تبنت هذا المشروعِ التجاريِ بعد ذلك. Molitor, Die Auslandisch Regelung der G.m.b.H. und die deutsch Reform, (1927); and 12 Zeitscrift fur auslandisches and internationales Privatrecht 341 (1938).
و فورا عندما تأسست في ألمانيا، قد حقق مفهوم الشركة ذات المسؤولية المحدودة نموا نشطا للغاية وسريع. النجاح في ألمانيا تسبب سريعا في أن يصبح نموذج العمل الألماني محور مناقشة مستفيضة. في غضون فترة قصيرة من الزمن بعد سن ألمانيا انضمت البلدان التالية إلى الركب ذو المسؤولية المحدودة: البرتغال (1917)، البرازيل (1919)، شيلي (1923)، فرنسا (1925)، تركيا (1926)، كوبا (1929)؛ الأرجنتين (1932)؛ أوروغواي (1933)، المكسيك (1934)، بلجيكا (1935)، سويسرا (1936)، إيطاليا (1936)؛ بيرو (1936)، كولومبيا (1937)، كوستاريكا (1942) وغواتيمالا (1942)؛ وهندوراس (1950). في فرنسا، وفي أواخر عام 1940، الكيانات ذات المسؤولية المحدودة المعروفة باسم «دي sociétés responsabilité limitée» كان أكثر شعبية من شركات الأوراق المالية الأكثر تقليدية وتضم ما يقرب من ثلث جميع sociétés الفرنسية. Eder، الشركات ذات المسؤولية المحدودة في الخارج، و 13 جامعة Pitt L المراجعة 193 (1952).
بالإضافة إلى المسؤولية المحدودة، الشركة ذات المسؤولية المحدودة بقوانين كل بلد من البلدان المذكورة أعلاه كان لها الأربعة الخصائص الأساسية التالية التي تميز هذا الكيان من أشكال الأعمال الأخرى: (1) كلها تتطلب بعض الاستخدام لكلمة «محدود» في اسم الكيان ؛) 2) يعطى للكيان شخصية اعتبارية كاملة ؛ (3) مفهوم الشراكة في "delectus personae"، بالسماح للعضو السيطرة على انضمام أعضاء جدد إلى الكيان ؛ و، (4) البنود التي تسمح للشركات ذات المسؤولية المحدودة أن يتم حلها بوفاة العضو، ما لم يكن منصوص ذلك تماما في قانون الشركة الأساسي عادة، بالإضافة إلى ذلك، يتم إضافة البعض بما يخص صحة الوصية أو بيع حصة المتوفى. Eder، الشركات ذات المسؤولية المحدودة في الخارج، و 13 جامعة Pitt L المراجعة 193 (1952)؛ للحصول على معلومات إضافية عن الشركات ذات المسئوولية المحدودة الأجنبية، انظر Devries & Juenger ، عقد المسؤولية المحدودة ؛ وجى ام بى اتش، 13 يو Pitt L المراجعة 193 (1952) وBagts، إصلاح المؤسسة «الحديثة»: وجهات نظر من الألمانية، 80 Harv L المراجعة 23 (1980).
في الولايات المتحدة، العديد من الولايات شرعت تكوين كيانات مماثلة للشركة ذات المسؤولية المحدودة. في الربع الأخير من القرن التاسع عشر قامت بنسلفانيا وفيرجينيا ونيوجيرسي ومتشيغان وأوهايو بسن تشريعات تجيز «رابطات الشراكة المحدودة» أو «رابطات الشراكة». هذه الجمعيات تم إنشاؤها لتوفير شكل من أشكال المسؤولية المحدودة إلى جانب بعض من الخصائص المفيدة لرابطة الشراكة. Burke and Sessions، وايومنغ الشركة ذات المسؤولية المحدودة: بديل للفرعية العلمية والشراكات المحدودة، 54 ياء Tax'n 232 (1981). التشريعات المواتية لهذه الجمعيات تتطلب أن يقع إما المكتب الرئيسي أو مكان العمل في الولاية المشرعة. نتيجة لهذه التشريعات التقييدية، لم تكن هذه الجمعيات جاذبة للكثير من الجهات العاملة خارج هذه التجمعات. ولذا لم تستخدم على نطاق واسع.
في عام 1977، وايومنغ كانت أول ولاية أمريكية تقوم بتفعيل حقيقي للشركة ذات المسؤولية المحدودة لتعمل على غرار قانون 1892 جى ام بى اتش الألمانية وشركة بنمية. قانون الشركة ذات المسئوولية المحدودة بوايومنغ يسمح بتشكيل الشركات ذات المسئوولية المحدودة المنظمة لأي غرض من الأغراض المشروعة فيما عدا الأعمال المصرفية والتأمين. ولاية Wyo § 17-15-103. بالإضافة إلى المسؤولية المحدودة، قانون وايومنغ لديه نفس الخصائص الأربع الأساسية لبنود أوروبا وأمريكا اللاتينية التي تميز هذا الكيان. أولا، وايومنغ تتطلب شكلا من كلمة «محدود» في اسم الكيان. ثانيا، يأخذ الكيان شخصية اعتبارية كاملة. ثالثا، مفهوم الشراكة في «delectus أو intuitus personae» الذي يسمح للسيطرة على دخول شريك من الشركاء الجدد لهذه الشراكة موجود. رابعا، ينص قانون وايومنغ على أن الشركات ذات المسئوولية المحدودة يجب حلها من في حالة وفاة أحد الأعضاء، وينص على اثبات صحة الوصية أو بيع أسهم الميت. بالإضافة إلى ذلك، فإن قانون وايومنغ يتضمن بندا والذي يستثنى الأعضاء أَو المدراء من المقاضاة التي تتضمن العمل. معظم الشركات ذات المسئوولية المحدودة إتبعت هذا المنهاج.

### الولايات المتحدة
الشركة ذات المسؤولية المحدودة (ذ م م) تكوينات تجارية جديدة نسبيا تم السماح بها من خلال القانون الرسمي. والشركة ذات المسؤولية المحدودة هي أساسا مستوحاة من جي ام بي اتش، وهو نوع من تنظيم الأعمال التجارية في ألمانيا، وأيضا من limitadas، وهو نوع من تنظيم الأعمال التجارية المتاحة في العديد من بلدان أمريكا اللاتينية.
في الولايات المتحدة، أول شركه ذات مسؤولية محدوده بالفعل ظهر في وايومنغ في عام 1977 كاهتمام خاص [بحاجة لتوضيح]بتشريع لشركة نفط. في عام 1980، أصدرت دائرة الإيرادات الداخلية رسالة خاصة إلى شركة ذات مسؤولية محدودة مشكّلة تحت (قانون وايومنغ للشركات ذات المسئوولية المحدودة) مشيرة إلى أن الشركة ذات المسؤولية المحدودة ستعامل في قانون ضريبة الدخل باعتبارها شراكة لأغراض الضريبية الاتحادية. ومع ذلك، في وقت لاحق من ذلك العام، فإن لوائح مصلحة الضرائب المقترحة التي من شأنها أن تنكر تصنيف الشراكة إلى أي كيان تجاري والتي بها لا يتحمل العضو أي مسئوولية شخصية لمسئووليات الكيان. وفي عام 1982، اعتمدت ولاية فلوريدا معاملة الشركة ذات المسئوولية المحدودة على غرار قانون وايومنغ للشركات ذات المئوولية المحدودة. بسبب حالة عدم اليقين بشأن المعاملة الضريبية للشركات ذات المسئووليات المحدودة، لم تصدر أي دول أخرى تشريعات للشركة ذات المسئوولية المحدودة حتى بعد عام 1988. في عام 1988، أصدرت مصلحة الضرائب على الدخل قرارا جاء فيه على أن تعالج على غرار أسلوب وايومنغ للشركة ذات المسؤولية المحدودة باعتبارها شراكة لأغراض الضريبة. بحلول عام 1996، تقريبا سنت كل ولاية نظام أساسي للشركة. المؤتمر الوطني للمفوضين بشأن القوانين الموحدة للولايات اعتمد قانون الشركة ذات المسؤولية المحدودة في عام 1996 وروجع في عام 2006.

### مصر
في مصر، قبل عام 1954، كانت هناك قيود تعوق الشركات التي تتخذ شكل شركة مساهمة والاستفادة من المزايا. والأهم من ذلك، القيود التي تنطوي على تحديد مسؤولية كل شريك يمتلك اسهم رأس المال. ولذلك، استحدث المشرع المصري—القانون رقم 26 لعام 1954—وهو نوع من الشركات التي تدعى الشركات ذات المسؤولية المحدودة، وهذه الشركات تم إعفاؤها من القيود المفروضة على الكثير من شركات المساهمات، مع الاحتفاظ بميزة أساسية، وأن تقتصر مسئوولية الشركاء على كمية الأسهم المملوكة للشركة. والشركات ذات المسؤولية المحدودة وفقا للقانون 26 لعام 1954، يحيط بها اثنان أساسيان من القيود: الأول - أنه لا يجوز أن يقل رأس المال عن ألف جنيه، وأن يقسم رأس المال إلى أسهم قيمة كل منها لا تقل عن عشرون جنيها. والثانية - ألا يزيد عدد الشركاء على الخمسين شريك، أو اثنين على الأقل، وللزوجين يجب أن يكونا بين ثلاثة شركاء على الأقل.
و لقد تم إلغاء القانون رقم 26 لسنة 1954 بموجب القانون 159 لسنة 1981 والتي ارتفعت فيه قائمة الحد الأدنى من رأس المال التشغيلي للشركه ذات المسؤولية المحدودة من ألف جنيه إلى خمسين ألف جنيه، ثم عادت إلى ألف جنيه في التعديل الأخير، وقي القانون 159 لسنة 1981 لم تعد هناك حاجة إلى أن يكون الحد الأدنى من الشركاء في الشركة ذات المسؤولية المحدودة من الشركاء الثلاثة في حالة الزوجين.

### المملكة العربية السعودية
في السعودية، وذلك في نظام الشركات 2015, تتفرع الشركات ذات المسؤولية المحدودة لعدة أنواع: الشركة ذات المسؤولية المحدودة والشركة القابضة ذات المسؤولية المحدودة وشركة الشخص الواحد ذات المسؤولية المحدودة. لايزيد عدد الشركاء في الشركة ذات المسؤولية المحدودة عن خمسين شريكاً وتكون ذمتها المالية مستقلة عن الذمم المالية عن كل شريك فيها وهي مسؤولة عن الديون والالتزامات المرتبتة عليها وليس على الملاك والشركاء.
لايمكن للشركة ذات المسؤولية المحدودة أن يكون غرضها أعمال بنوك والتمويل والإدخار والتأمين، ولايمكنها أن تلجأ للاكتتاب لايمكنها أن تصدر صكوك تداول. ولايمكن للشخص أن يؤسس أو يمتلك أكثر من شركة الشخص الواحد ذات المسؤولية المحدودة، ولايمكن لشركة الشخص الواحد ذات المسؤولية المحدودة أن تمتلك أو تؤسس شركة شخص واحد ذات مسؤولية محدودة.

### الإمارات العربية المتحدة
هذا النوع من الكيانات موجود في دولة الإمارات المتحدة كوسيلة مقبولة على نطاق واسع لعقد الصفقات التجارية، وعلى النحو المشار اليه كشركة ذات مسئوولية محدودة.

### المملكة المتحدة
إن الشكل الجديد من الشراكة محدودة المسؤولية (تم إنشاؤه في عام 2000) هو مماثل للشركة ذات المسؤولية المحدودة بالولايات المتحدة محايدا في فرض الضريبة: الشركاء الأعضاء تفرض عليهم الضرائب على مستوى الشريك، ولكن الشريك ذو المسئوولية المحدودة نفسه لن يدفع أي ضريبة. إنه يعامل كشخص معنوي لجميع الأغراض الأخرى بما في ذلك ضريبة على القيمة المضافة. خلاف ذلك فإن كل الشركات بما فيها الشركات المحدودة والشركات ذات المسئوولية المحدودة الأمريكية، تعامل على أنها هيئات اعتبارية خاضعة لضريبة الشركات إذا كانت أرباح الكيان تنتمي إلى الكيان نفسه وليس لأعضائه.

### بلجيكا
في بلجيكا هناك عدة أشكال مختلفة من الشركات التي تقدم المسؤولية المحدودة. "BVBA" (Besloten Vennootschap Beperkte Aansprakelijkheid) باللغة الهولندية، أو "SPRL" (Société à Privée Responsabilité limitée) باللغة الفرنسية، هو أصغر من حيث رأس المال المطلوب لبدء التشغيل يكون 18.500 يورو بموجب القانون. انها تستخدم في الغالب لاصحاب الأعمال الصغيرة الذين يريدون حماية أنفسهم في حالة الإفلاس.

### البوسنة والهرسك
التشريعات البوسنية ترى الشركات ذات المسئوولية المحدودة كما في društvo odgovornošću ograničenom. تلك التشريعات مشابهة جدا للكرواتية. الشركات التي تعمل في إطار هذا الهيكل يتوجب عليها إلحاق الاختصار d.o.o إلى اسمها.

### البرازيل
إن هيكل الشركات في القانون البرازيلي والذي يأتي غالبا على غرار الشركة ذات المسئوولية المحدودة بالولايات المتحدة هو Limitada Sociedade (أو "Ltda.")، في إطار القانون المدني الجديد البرازيلي لعام 2002. و"sociedade limitada" هو الاسم الجديد ل "sociedade por quotas de responsabilidade limitada"، ويمكن أن ينظم ك "empresária" أو «البسطاء»، بموجب هذا القانون الجديد، وهي تعادل تقريبا شكل الأنواع من «التجاري» [ تجارية] و«المدني» [غير تجارية] من الشكل أو البند التجارى المنقرض الآن.

### بلغاريا
التشريعات البلغارية ترى الشركات ذات المسئوولية المحدودة كما" Дружество с ограничена отговорност" (الشراكة ذات المسؤولية المحدودة). الشركات التي تعمل في إطار هذا الهيكل يتوجب عليها إلحاق الاختصار ООД إلى اسمها. في حالة وجود شركة ذات مسؤولية محدودة مع مالك فردى ترى على النحو التالى Еднолично дружество отговорност с ограничена (شراكة لرجل واحد ذات مسؤولية محدودة) ومختصرة ك ЕООД.

### شيلي
التشريعات الشيلية ترى الشركات ذات المسئوولية المحدودة ك Sociedad Comercial de Responsabilidad Limitada (الرابطة التجارية ذات المسؤولية المحدودة). الشركات التي تعمل في إطار هذا الهيكل يتوجب عليها إلحاق الاختصار Ltda إلى اسمها. ولذلك، فإن الشركة ذات المسئوولية المحدودة في الولايات المتحدة والتي تسمى SomeCompany ستدعى Ltda SomeCompany. في شيلي. بيد أنه في حالة وجود شركة ذات مسئوولية محدودة مع مالك فردي، فإنها تعادل في شيلي أن تكون Empresa Individual de Responsabilidad Limitada والتي تستخدم الاختصار EIRL.

### كولومبيا
التشريع الكولومبي يرى بنية مشابهة جدا على النحو المذكور أعلاه في حالة شيلي..Ltda اختصار يستخدم أيضا في كولومبيا. بيد أنه في حالة وجود شركة ذات مسئوولية محدودة مع مالك فردي، فإنها تعادل في كولومبيا أن تكون Empresa Unipersonal والذي يستخدم اختصار EU.

### كرواتيا
التشريعات الكرواتية ترى الشركات ذات المسئوولية المحدودة ك društvo s ograničenom odgovornošću. الشركات التي تعمل في إطار هذا الهيكل يتوجب عليها إلحاق الاختصار d.o.o إلى اسمها.

### جمهورية التشيك
التشريعات التشيكية الشركات ذات المسئوولية المحدودة ك společnost s ručením omezeným, abbreviated as s.r.o. or spol. s r.o. والمؤسسة غير قابلة للمقارنة من الناحية الفنية مع شركة ذات مسؤولية محدودة، لأن الأرباح لا تزال تخضع لمنع الازدواج الضريبي. القانون التشيكي لا يوفر إمكانية إنشاء شركة محدودة من دون إمكان تجنب الازدواج الضريبي. الحد الأدنى لرأس المال المطلوب بموجب القانون أن يكون ما لا يقل عن 200,000 كرونة تشيكية (حوالي 9,900 $).

### الدانمارك
النموذج الدانمركي من شركة ذات مسؤولية محدودة هو anpartsselskab (see ApS). الحد الأدنى لرأس المال المطلوب بموجب القانون أن يكون ما لا يقل عن 80,000 كرونة (حوالي 16,000 دولار).

### إستونيا
في استونيا، يشار إلى الشركة ذات المسؤولية المحدودة ب osaühing (OÜ). ونوع الكيان أيضا مطلوب أن يعرّف في الاسم. والحد الأدنى المبدأي المطلوب لرأس المال في شركة محدودة في استونيا حاليا 40,000 كرونا (~ 2556 يورو).

### فنلندا
النسخة الفنلندية للشركة ذات المسئوولية المحدودة هو Oy (osakeyhtiö) أو في السويدية هو Ab (aktiebolag). الحد الأدنى لرأس المال المطلوب بموجب القانون هو 2,500 يورو.

### ألمانيا
بسبب خصائصه المختلطة فمن الصعب للغاية تحديد المعادل الألماني. من ناحية فإنه من الممكن أن نعتبره نوعا من Gesellschaft mit beschränkter Haftung (GmbH) لأنه يحوي جوانب الشركة، ومن ناحية أخرى فإنه يمكن اعتبارها نوعا من Kommanditgesellschaft (KG)، وهو ما يعادل بالألمانية الشراكة المحدودة. استنادا إلى الترجمة الحرفية للكلمة «الشركة» فإن الشركة ذات المسؤولية المحدودة ينبغي أن تعتبر نوعا من ال KG من دون أي شريك مسؤول. من أجل فرض الضرائب على Bundesfinanzministerium (وزارة المالية الاتحادية الألمانية) تعطي توجيهات مفصلة عن الظروف التي تعمل في ظلها الشركة ذات المسؤولية المحدودة والتي سينظر إليها باعتبارها «الشركة» أو في إطار «الشراكة المحدودة»، وانظر: Steuerliche Einordnung der nach dem Recht der Bundesstaaten der USA gegründeten Limited Liability Company.

### مجر
التشريعات المجرية ترى الشركة ذات المسئوولية المحدودة ك Korlátolt felelősségű társaság. الشركات التي تعمل في إطار هذا الهيكل يتوجب عليها إلحاق الاختصار Kft. إلى اسمها.
الشركات ذات المسئوولية المحدودة المجرية كانت في السابق يتعين أن يكون الحد الأدنى المطلوب لرأس المال بها 3 ملايين فورنت (الفورنت الهنغاري) (ما يقارب 16k دولار). هذا المبلغ قد خفض مؤخرا وحاليا (في 2009) الحد الأدنى المبدأي من رأس المال هو 500k فورنت (تقريبا. 2.7k دولار). مدة التكوين بخيار التكوين الإلكتروني الجديد قد خفض الفترة من أسبوعين إلى ساعتين، والتكاليف الإضافية للتشكيل حوالي 100k فورنت (تقريبا. 540 دولار أمريكي). يمكن تشكيل Kft.s من خلال تعاون المحامين.
وKft المجرية. هو الشكل الأكثر شيوعا لممارسة الأعمال التجارية في المجر. باعتبارها جزءا من الاتحاد الأوروبي (الاتحاد الأوروبي)، وتستطيع Kft.s المجرية الآن الحصول على رقم تسجيل ضريبة القيمة المضافة بالاتحاد الأوروبي لممارسة الأعمال التجارية في مختلف أنحاء الاتحاد الأوروبي. يبدأ رقم تسجيل ضريبة القيمة المضافة بالاتحاد الأوروبي ب "HU". وهذه هي طريقة وجود الشركة في الموضوع، للتحقق في ضريبة القيمة المضافة والقضايا العابرة فهي متاحة على الموقع الألكتروني للإتحاد الأوروبي للشركات.

### أيسلندا
وفقا للتشريعات الآيسلندية هناك نوعان من أشكال الشركة ذات المسئوولية المحدودة، والتي تحمل أشكال المسئوولية المحدودة الخاصة والعامة. الشركة ذات المسؤولية المحدودة الخاصة تختصر ك "Ehf.". الحد الأدنى لرأس المال 500.000 كرونا أيسلاندية. الشركة ذات المسئوولية المحدودة العامة "Hf." الحد الأدنى لرأس المال 2.000.000 كورونا أيسلندية.

### إيطاليا
القانون المدني الإيطالي وضع في عام 1942، وبصيغته المعدلة بموجب قانون الحكومة 6 / 2003، ينظم ثلاثة أشكال للشركة ذات المسؤولية المحدودة:
Società per azioni or SpA. الحد الأدنى المطلوب لرأس المال المبدأي هو 120,000 يورو.
Società a responsabilità limitata or Srl. الحد الأدنى المطلوب لرأس المال المبدأى هو 10,000 يورو.
Società in accomandita per azioni or Sapa. الحد الأدنى المطلوب لرأس المال المبدأي هو 120,000 يورو. Sapa لديها مخطط للمسؤولية المختلطة، حيث يكون الشركاء القياسيين لهم مسؤولية محدودة في حين أن الشركاء المديرين لهم المسئوولية الكاملة. تلحق الشركات الاختصار المطابق لها باسمها.

### اليابان
شرعت اليابان في عام 2006 خلق نوع جديد من تنظيم الأعمال، godo kaisha، وهو البديل الوثيق للشركة ذات المسئوولية المحدودة الأمريكية.

### لاتفيا
SIA - Sabiedrība ar Ierobežotu Atbildību

### ليتوانيا
في ليتوانيا، الشركة ذات المسؤولية المحدودة يشار إليها ب uždaroji akcinė bendrovė. الاختصار UAB عادة ما يضاف قبل اسم الشركة. الحد الأدنى المطلوب من رأس المال المبدأى حاليا 10,000 LTL (حوالي 3000 يورو). وهذا المبلغ يمكن أن يستثمر على الفور.

### مقدونيا
التشريعات المقدونية ترى الشركة ذات المسئوولية المحدودة ك друштво со ограничена одговорност. الشركات التي تعمل في إطار هذا الهيكل يتوجب عليها إلحاق الاختصار д.о.о. إلى اسمها. هذا هو أكثر نموذج تنظيمي انتشارا للشركات المقدونية.

### المكسيك
التشريع المكسيكي يرى الشركات ذات المسئوولية المحدودة ك Sociedades دي المسؤولية المحدودة، والمعروف أيضا لاختصار «دي اس ليبرتي». S. de R.L. أكسبت المسؤولية المحدودة لأعضائها تبعا لمسهامتهم في الشركة (أي: المساهمة في رأس المال) وأيضا بمثابة التمرير أو التدفق من خلال الكيانات والذي بموجبه «تمرر» الأرباح لأعضائها، لتجنب الازدواج الضريبي. هذا النوع من الشركات يستخدم على نطاق واسع من قبل المستثمرين الأجانب في المكسيك بسبب طريقة «التمرير» وما لها من قدرة «التدقيق» في إطار مركز (قانون الإيرادات الداخلية للولايات المتحدة).

### مولدوفا
التشريع المولدوفي يرى الشركات ذات المسئوولية المحدودة ك Societate cu Răspundere Limitată، ويختصر "S.R.L"، وتنظم ك عضو (أعضاء) مؤسس (مؤسسين)، وأيضا الأعضاء غير المؤسسين، الحد الأدنى هو عضو واحد مؤسس والحد الأقصى للكل هو 50 عضوا، يجب أن يكون واحد على الأقل منهم من مؤسسى الشركة، ولكن يمكن أيضا أن يكون ال 50 كلهم من المؤسسين.

### بولندا
في بولندا، يشار إلى الشركة ذات المسئوولية المحدودة ب Spółka z ograniczoną odpowiedzialnością (Sp. z o.o.).
الحد الأدنى لرأس المال المبدأي 5000 PLN (منذ عام 2009 ؛ في وقت سابق 50.000 PLN).

### رومانيا
هذا النوع من الكيان موجود في هذا البلد منذ عام 1990 (يختصر بالرومانية إلى "SRL").
المالك مسئوول فقط بما يعادل قيمة رأس مال الشركة المبدأي، ولذلك فإن كل شركة يجب أن تشير بوضوح إلى هذا المبلغ في العلاقات التجارية، وبهذا تعلم الأطراف الأخرى كم الغطاء المالي. الحد الأدنى لرأس المال المبدأي أقل من 100 دولار أمريكي.

### روسيا
في روسيا وبعض دول الاتحاد السوفيتي السابق، أي كيان مع بنية مشابهة إلى حد ما يعرف ب Общество с ограниченной ответственностью (lit. 'مع جمعية ذات المسؤولية المحدودة')، وعادة ما يختصر إلى OOO، أو في بعض بلدان ال CIS يختصر ك OcOO.
على الرغم من أن الشركة ذات المسؤولية المحدودة الروسية تساهم بنفس اسم الشركة ذات المسؤولية المحدودة الأمريكية، لكن الامر مختلف في نواح كثيرة. الأهم من ذلك، أن الشركة ذات المسئوولية المحدودة الروسية ليست شفافة ضريبيا: فإن الشركة تعامل ضريبيا على مستوى الشراكة، ومن ثم، عند توزيع الأرباح يدفع حملة الأسهم ضريبة دخل (شخصية أَو متعلق بالشركات).
الشركة ذات المسؤولية المحدودة هي الشكل الأكثر شعبية للتعهد القانوني في روسيا لتراكيب الأسهم البسيطة.

### صربيا
التشريعات الصربية ترى الشركات ذات المسئوولية المحدودة ك društvo s ograničenom odgovornošću. الشركات التي تعمل في إطار هذا الهيكل يتوجب عليها إلحاق الاختصار .d.o.o إلى اسمها كما هو الحال في كرواتيا.

### سلوفاكيا
في سلوفاكيا، القانون يرى spoločnosť s ručením obmedzeným كمكافئ للشركة ذات المسؤولية المحدودة. من واحد إلى 50 من الشركاء يمكنهم إيجادها من خلال اتفاقية تأسيس برأس مال لا تقل عن 5000 €، كحد أدنى € 750 للشخص الواحد، في صورة أموال أو ممتلكات أخرى.

### سلوفينيا
التشريعات السلوفينية ترى الشركات ذات المسئوولية المحدودة ك družba z omejeno odgovornostjo. الشركات التي تعمل في إطار هذا الهيكل يتوجب عليها إلحاق الاختصار .d.o.o إلى اسمها. الحد الأدنى المطلوب لرأس المال المبدأي ل d.o.o. هو 7.500 يورو. بسبب ارتفاع التكلفة والمحاسبة المعقدة لمؤسسة حقيقية، وهذا هو الشكل الأوسع انتشارا.

### السويد
إصدار السويدية للشركة ذات المسئوولية امحدودة هو AB (aktiebolag). الحد الأدنى لرأس المال المطلوب بموجب القانون هو ما لا يقل عن 100,000 كرونة سويدية.

### سويسرا
قانون الموجبات السويسري  ينص على أنواع مختلفة من الشركات ذات المسؤولية المحدودة، والنوعين الأكثر شيوعا هما:
الشركة ذات المسؤولية المحدودة السويسرية: وشروط هذا النوع من الشركة استخدام اللغات الرسمية الثلاث للكونفدرالية السويسرية وهي كما يلي: في الألمانية Gesellschaft mit beschränkter Haftung (بالاختصار:GmbH)، والفرنسية Société à responsabilité limitée (بالاختصار: S.à r.l. or SARL) والإيطالية Società a Garanzia Limitata (بالاختصار: SaGL). الشركة ذات المسئوولية المحدودة السويسرية مماثلة للشركة ذات المسؤولية المحدودة فيما يتعلق بمسائل مختلفة، بما في ذلك ما يلي: يجوز أن يكون الأعضاء إما أشخاص عاديين، شركات، شراكات، أو شركات ذات مسئوولية محدودة أخرى، مسؤولية العضو في الشركة ذات المسئوولية المحدودة السويسرية لدفع التزامات الشركة ذات المسؤولية المحدودة يقتصر على رأس مالها، إن شركة ذات مسئوولية محدودة سويسرية قد تكون إما مدارة بالأعضاء أو بمدير الإدارة، ما لم ينص على خلاف ذلك في اتفاق التشغيل، حق الأعضاء في مراقبة أو إدارة شركة ذات مسئوولية محدودة سويسرية متناسب مع المصلحة الفردية للعضو. المصالح العضوية في شركة سويسرية يجب أن تكون مسجلة، وبالتالي، فإنها قد لا تصدر إلا باسم العضو ولكن ليس لحاملها.
المؤسسة السويسرية(في سياق القانون العام الإنجليزي، عادة ما تترجم إلى شركة محدودة الاسهم): والمصطلحات المستخدمة لهذا النوع من الشركات باللغات الرسمية الثلاث للكونفدرالية السويسرية هي كما يلي: في الألمانية Akiengesellschaft (بالاختصار: AG)، والفرنسية Société Anonyme (بالاختصار: SA) والإيطالية Società Anonima (بالاختصار:SA). إن الشركات السويسرية وفيما يتعلق بالأمور المختلفة مع الشركة ذات المسئوولية المحدودة (بما في ذلك الشركة ذات المسئوولية المحدودة السويسرية): فإن الأهم هو أن الشركة السويسرية، لا افتراضيا أو عن طريق ممارسة أي خيار منصوص عليه في القانون السويسري، أن تدار بالأعضاء مثل الشركة ذات المسئوولية المحدودة، حيث أن الأحكام الإلزامية الخاصة في القانون السويسري تنص على أن مجلس الإدارة عليه واجبات معينة غير قابلة للتحويل. وعلاوة على ذلك، فإن أسهم الشركة السويسرية أيضا قد تصدر لحاملها (أسهم لحاملها)، وبالتالي، ليس فقط في اسم صاحب (الاسهم المسجلة)، والتي مع ذلك، تنطبق على المصالح العضوية في الشركة ذات المسئوولية المحدودة السويسرية، والتي تكون مسجلة فقط.

### أوكرانيا
هذا النوع من الكيانات موجود في هذا البلد منذ عام 1990. في الأوكرانية يطلق عليها "Товариство з обмеженою відповідальністю" (بالاختصار: TОВ, TзОВ)، وفي الترجمة الحرفية "Tovarystvo z Obmezhenoyu Vidpovidalnistyu," وتلك هي «الشركة ذات المسئوولية المحدودة».

## الأسماء والاختصارات
تشترط معظم الدول أن يحتوي اسم الشركة على واحدة من العبارات التالية، مع بعض الاختلاف من قبل الدولة:
- شركة محدودة، L.C., or LC
- شركة ذات مسؤولية محدودة، L.L.C., or LLC
- Ltd. Co.

الشركات ذات المسؤولية المحدودة لا يجوز استخدامها للعبارات التالية من تلقاء نفسها:
- شركة أو الشركة __ المخصصة للشركات في معظم الدول (استخدام مصطلح «شركة» وحدها ليست صالحة للشركات في بعض الدول)
- محدودة أو المحدودة __ المخصصة للشركات في ولاية تكساس (ما عدا في ولاية نيفادا، والذي تسمح باستخدام المحدود أو المحدودة)

في بعض البلدان الأخرى (مثل قطر والبحرين) يستخدم الاختصار WLL في: ذات المسئوولية المحدودة